# Municipio de Dickinson
El municipio de Dickinson (en inglés: Dickinson Township) es un municipio ubicado en el condado de Cumberland en el estado estadounidense de Pensilvania. En el año 2000 tenía una población de 4.702 habitantes y una densidad poblacional de 39.8 personas por km².

## Geografía
El municipio de Dickinson se encuentra ubicado en las coordenadas 40°05′00″N 77°15′59″O / 40.08333, -77.26639.

## Demografía
Según la Oficina del Censo en 2000 los ingresos medios por hogar en la localidad eran de $51,363 y los ingresos medios por familia eran de $54,844. Los hombres tenían unos ingresos medios de $36,955 frente a los $24,038 para las mujeres. La renta per cápita de la localidad era de $24,977. Alrededor del 3,3% de la población estaba por debajo del umbral de pobreza.